# Bazoches-et-Saint-Thibaut
Bazoches-et-Saint-Thibaut is een fusiegemeente (commune nouvelle) in het Franse departement Aisne (regio Hauts-de-France). De plaats maakt deel uit van het arrondissement Soissons. Bazoches-et-Saint-Thibaut is op 1 januari 2022 ontstaan door de fusie van de gemeenten Bazoches-sur-Vesles en Saint-Thibaut (Aisne). 
1. ↑  Populations de référence 2022.